# Kim Ki-nam
Kim Ki-nam (* 28. August 1929 in der Provinz Kangwŏn-do; † 7. Mai 2024) war ein nordkoreanischer Journalist, Politiker der Partei der Arbeit Koreas (PdAK) und später als Sekretär des Zentralkomitees der PdAK für Information, Öffentlichkeitsarbeit und Propaganda verantwortlich für Medien, Presse und Kultur Nordkoreas.

## Leben
Kim Ki-nam, Sohn eines Stahlarbeiters, besuchte die Soongsil-Schule und trat dort einer Studentengruppe bei, die sich in Opposition zur japanischen Besatzungsmacht befand. Später studierte er an der Kim-Il-sung-Universität und absolvierte weitere Studien in der Sowjetunion. Anschließend trat er in den auswärtigen Dienst ein und war 1952 zunächst Botschaftsrat an der Botschaft in der Volksrepublik China sowie zuletzt dort Botschafter.
Nach seiner Rückkehr nach Nordkorea 1956 war er zunächst kurze Zeit Sektionschef in der Internationalen Abteilung des ZK der PdAK, ehe er eine Professur an der Kim-Il-sung-Universität übernahm. Nach einem Studium an der Parteihochschule der KPdSU in Moskau 1961 wurde er Dekan an der Kim-Il-sung-Universität und verfasste zusätzlich seit 1964 Artikel für die Tageszeitung Rodong Sinmun.
1966 wurde er stellvertretender Leiter der ZK-Abteilung für Agitation und Propaganda, wo er eng mit Kim Jong-il zusammenarbeitete, der 1967 Leiter dieser Abteilung wurde. Nachdem er fünf Jahre dort tätig gewesen war, wurde er 1972 zunächst stellvertretender Chefredakteur und dann 1974 Chefredakteur der Zeitung Kunroja. 1976 übernahm er das Amt des Chefredakteurs der Tageszeitung Rodong Sinmun und wurde zugleich Vorsitzender des Zentralkomitees des Journalistenverbandes.
1977 wurde er erstmals Deputierter der Obersten Volksversammlung und gehörte dieser seitdem an. Daneben war er bis 1986 auch Mitglied von deren Präsidium. Kim, der seit 1980 Mitglied des Zentralkomitees der PdAK war, wurde 1981 Vize-Vorsitzender der Union der Auslandsreporter.
Nachdem er zunächst 1985 Leiter der ZK-Abteilung für Agitation und Propaganda geworden war, erfolgte 1987 eine „Zurückstufung“, als er Erster stellvertretender Leiter dieser Abteilung wurde. 1992 stieg Kim jedoch wieder auf; er wurde mit dem Kim-Il-sung-Orden ausgezeichnet und übernahm das wichtige Amt des ZK-Sekretärs für Propaganda. In dieser Funktion gehörte er den Beisetzungskomitees für Kim Il-sung im Juli 1994 sowie für Verteidigungsminister Marschall O Chin-u im Februar 1995 an. Als ZK-Sekretär für Propaganda, Agitation, Öffentlichkeitsarbeit und Information war er maßgeblich für Medien, Presse und Kultur Nordkoreas verantwortlich.
Innerhalb des ZK-Sekretariats der PdAK übernahm er 2000 das Amt des ZK-Sekretärs für Parteigeschichte. 2010 wurde er zum Mitglied des Politbüros des ZK gewählt.
Kim galt als Chefideologe der PdAK und als enger Verbündeter des neuen Generalsekretärs Kim Jong-un.
Kim Ki-nam war der jüngere Bruder des ehemaligen Parlamentspräsidenten Kim Yong-nam. Er starb am 7. Mai 2024 im Alter von 94 Jahren an Multiorganversagen.